# You (ضمیر)
در انگلیسی مدرن، کلمه "you" ضمیر دوم‌شخص است. این کلمه از نظر گرامری جمع محسوب می‌شود و به‌طور تاریخی فقط برای حالت مفعولی (dative case) استفاده می‌شده است، اما در اکثر گویش‌های مدرن برای تمامی حالت‌ها و اعداد (مفرد و جمع) به کار می‌رود.

## تاریخچه
کلمه "you" از پایه اشاره‌ای پروتو-ژرمنی *juz-، *iwwiz و از زبان هندواروپایی نخستین *yu- (ضمیر دوم‌شخص جمع) گرفته شده است. در انگلیسی قدیمی، ضمایر دوم‌شخص شامل حالت مفرد، دوگانه، و جمع بودند. حالت دوگانه تا قرن دوازدهم از بین رفت  و حالت مفرد نیز تا اوایل قرن هفدهم حذف شد. این تغییرات در جدول زیر نشان داده شده‌اند.
| فاعلی        | þu  | rowspan="4" data-sort-value="" style="background: var(--background-color-interactive, #ececec); color: var(--color-base, #2C2C2C); vertical-align: middle; text-align: center; " class="table-na" \| — | colspan="2" rowspan="4" data-sort-value="" style="background: var(--background-color-interactive, #ececec); color: var(--color-base, #2C2C2C); vertical-align: middle; text-align: center; " class="table-na" \| — | ġe    | ȝē       | you     |
| مفعول مستقیم | þe  | þē | inc | ēow   | ȝou      | you     |
| مفعول به     | þe  | þē | inc | ēow   | ȝou      | you     |
| ملکی         | þīn | þī(n) | incer | ēower | ȝour(es) | your(s) |

در انگلیسی مدرن اولیه، تفاوتی میان شکل جمع "ye" و شکل مفرد "thou" وجود داشت. مشابه بسیاری از زبان‌های اروپایی، انگلیسی در آن زمان دارای تمایز T–V بود که باعث می‌شد شکل‌های جمع محترمانه‌تر و با ادب‌تر باشند؛ این اشکال برای خطاب کردن افراد غریبه و مقامات اجتماعی بالاتر استفاده می‌شدند. این تمایز در نهایت منجر به حذف "thou" آشنا در انگلیسی مدرن شد، اگرچه این شکل هنوز در برخی گویش‌های انگلیسی باقی مانده است.
کلمه "Yourself" تا اوایل قرن چهاردهم میلادی تکامل پیدا کرد، و شکل جمع "yourselves" از سال 1520 ثبت شده است.

## واژه‌شناسی
در انگلیسی استاندارد مدرن، "you" پنج شکل دارد که شش نوع مختلف گرامری را نمایندگی می‌کند:
- you: حالت فاعلی (nominative) و مفعولی (objective یا oblique case)
- your: حالت مضاف وابسته (genitive وابسته یا possessive)
- yours: حالت مضاف مستقل (genitive مستقل یا possessive)
- yourselves: حالت انعکاسی (reflexive) و تأکیدی (intensive) جمع
- yourself: حالت انعکاسی و تأکیدی مفرد

### اشکال جمع در گویش‌های دیگر
با این‌که در برخی گویش‌ها هنوز نشانه‌هایی از حالت جمع اصلی "ye" و حالت مفرد اصلی "thou" باقی‌مانده است، بسیاری از گروه‌های انگلیسی‌زبان این اشکال اصلی را از دست داده‌اند. به دلیل این از دست رفتن تمایز میان مفرد و جمع، بسیاری از گویش‌های انگلیسی اشکال جدیدی برای ضمیر دوم شخص جمع ابداع کرده‌اند. نمونه‌هایی از این اشکال شامل موارد زیر است:
- y'all یا you all
- you guys
- you lot
- you mob
- all-you یا you-all
- a(ll)-you-dis
- allyuh
- among(st)-you
- wunna
- yinna
- unu/oona
- yous(e)
- yous(e)-guys
- you-uns, or yinz
- ye, yee, yees, yiz

## معناشناسی
کلمه "you" به‌طور نمونه‌ای به مخاطب اشاره دارد همراه با صفر یا چند فرد دیگر، به‌جز گوینده. همچنین "you" برای اشیاء شخصی‌سازی‌شده نیز استفاده می‌شود (به عنوان مثال، وقتی به ماشین می‌گویید: why won't you start؟). این ضمیر همیشه به‌صورت معین است، حتی زمانی که مشخص نیست.
از نظر معناشناسی، "you" هم مفرد و هم جمع است، اما از نظر نحوی تقریباً همیشه به صورت جمع استفاده می‌شود؛ به عبارت دیگر، همیشه از شکلی از فعل استفاده می‌کند که به طور اصلی برای جمع طراحی شده است (برای مثال: "you are" مشابه "we are" و "they are").

### استفاده از "you" در اول‌شخص
استفاده از "you" برای اشاره به خود، که گاهی به‌عنوان "tuism" شناخته می‌شود، در صحبت با خود فرد رایج است. این نوع استفاده در مکالمات با دیگران کمتر دیده می‌شود، زیرا ممکن است به‌راحتی باعث سردرگمی شود. از آنجایی که زبان انگلیسی فاقد حالت امری مفرد برای اول‌شخص است، ضمایر "you" و "let's" به‌عنوان جایگزین به کار می‌روند.

### استفاده از "you" در سوم‌شخص
اطلاعات بیشتر: "you" عمومی (Generic you) کلمه "you" برای اشاره به فرد نامشخص استفاده می‌شود و جایگزینی رایج‌تر برای ضمیر نامعین و بسیار رسمی "one" است. اگرچه از لحاظ معنایی ممکن است به‌صورت سوم‌شخص به نظر برسد، اما از لحاظ تطابق دستوری، همیشه دوم‌شخص محسوب می‌شود.
- مثال: "One should drink water frequently" و "You should drink water frequently"

## نحو

### توافق (Agreement)
کلمه "you" تقریباً همیشه باعث توافق فعل به صورت جمع می‌شود، حتی اگر از نظر معنایی مفرد باشد.

### کارکردها (Functions)
کلمه "you" می‌تواند در نقش‌های زیر ظاهر شود:
- فاعل (Subject): You’re there; your being there; you paid for yourself to be there.
- مفعول (Object): I saw you; I introduced her to you; You saw yourself.
- متمم مسندی (Predicative complement): The only person there was you; this is yours.
- مضاف (Determiner): I met your friend.
- متمم انعکاسی یا تأکیدی (Adjunct): You did it yourself.
- توصیف‌کننده (Modifier): This sounds like a you problem.

### وابستگان (Dependents)
اگرچه ضمایر به ندرت وابسته می‌پذیرند، اما ممکن است "you" وابستگانی مشابه با عبارات اسمی داشته باشد:
- توصیف‌کننده بند موصولی (Relative clause modifier): you who believe
- مضاف (Determiner): the real you; *the you
- توصیف‌کننده عبارت صفتی (Adjective phrase modifier): the real you; *real you
- توصیف‌کننده خارجی عبارت قیدی (Adverb phrase external modifier): Not even you